# Província de Ferrara
La província de Ferrara  és una província que forma part de la regió d'Emília-Romanya dins Itàlia. La seva capital és Ferrara.
Limita al nord amb el Vèneto (província de Rovigo) i la Llombardia (província de Màntua) al llarg del Po fins al seu delta, a l'oest de la província de Mòdena, al sud, al llarg del Reno, amb la ciutat metropolitana de Bolonya i la província de Ravenna, i a l'est pel mar Adriàtic (entre el Po de Goro i la desembocadura del Reno).
Té una àrea de 2.635,12 km², i una població total de 350.238 hab. (2016). Hi ha 24 municipis a la província.